# Carex brownii
Espèce
Classification phylogénétique
Carex brownii est une espèce de plantes du genre Carex et de la famille des Cyperaceae.